# Горст Штермер
Горст Людвіг Штермер (нім. Horst Ludwig Störmer; нар. 6 квітня 1949, Франкфурт-на-Майні) — німецький фізик, лауреат Нобелівської премії з фізики в 1998 році (спільно з Робертом Лафліном і Денієлом Цуї) «за відкриття нової форми квантової рідини зі збудженнями, що мають дробовий електричний заряд».

## Біографія
Штермер народився у Франкфурті-на-Майні й виріс у сусідньому місті Сперндлінгені(Sprendlingen). Він вивчав фізику в університеті імені Й. В. Гете у Франкфурті-на-Майні, здобувши право на його диплом у лабораторії професора Вернера Мартіенсена. Працював під керівництвом професора Екхардт Хеніг разом із майбутнім лауреатом Нобелівської премії Ґердом Бінніґом.
Штермер переїхав до Франції, щоб провести роботу над дисертацією в Греноблі, працюючи у лабораторії високомагнітного поля, яка була запущена спільно між французьким CNRS і німецьким Інститутом Макса Планка з дослідження твердих тіл. Науковим консультантом Штермера був професор Ханс-Йоахім Квіссер, і він був нагороджений докторським ступенем в Університеті Штутгарта в 1977 році за дисертацію з дослідження електронних дірок крапель, перебувають в сильних магнітних полях. Він також зустрів свою дружину, Домінік Парчет, під час роботи в Греноблі.
Після здобуття докторського ступеня Штермер переїхав до США, щоб працювати на Bell Labs, де він проводив дослідження, що привели до його Нобелівської премії. [ 3 ] Після роботи в Bell Labs протягом 20 років, він став II Рабі професором фізики та прикладної фізики в Колумбійському університеті в Нью-Йорку, і в даний час почесний професор.
Штермер є натуралізованим громадянином США.